# ジョージ・カーペンター (初代ティアコネル伯爵)
初代ティアコネル伯爵ジョージ・カーペンター（英語: George Carpenter, 1st Earl of Tyrconnell、1723年8月26日 – 1762年3月9日）は、アイルランド貴族、グレートブリテン王国の政治家。1749年から1761年までカーペンター男爵の称号を使用した。

## 生涯
第2代カーペンター男爵ジョージ・カーペンターとエリザベス・ペティ（Elizabeth Petty）の息子として、1723年8月26日に生まれた。
1754年イギリス総選挙でトーントン選挙区から出馬して当選、以降死去まで庶民院議員を務めた。ジョージ3世が即位した後、ビュート伯爵を支持して1761年5月1日にアイルランド貴族のティアコネル伯爵に叙された。
1762年3月9日に死去、長男ジョージが爵位を継承した。

## 家族
1748年3月23日、フランシス・クリフトン（Frances Clifton、第5代準男爵の娘）と結婚、6人の子女を儲けた。
- ジョージ（1750年 – 1805年） - 第2代ティアコネル伯爵
- フランシス（1751年 – 1752年） - 夭折
- アルメリア（英語版）（1752年 – 1809年） - グロスター＝エディンバラ公爵夫人マリア（英語版）の寝室女官
- エリザベス（1753年） - 夭折
- チャールズ（1753年 – 1803年） - 海軍軍人、庶民院議員。第3代ティアコネル伯爵ジョージ・カーペンター（英語版）の父
- キャロライン（1759年頃 – 1826年） - 初代準男爵ユーヴドール・プライスと結婚